# Anagale
Anagale is een monotypisch geslacht van uitgestorven zoogdieren die voorkwamen in het Vroeg-Oligoceen. De enige soort die in het geslacht wordt geplaatst is Anagale gobiensis.

## Kenmerken
Dit 30 cm lange dier met zijn lange staart en korte oren vertoonde veel overeenkomsten met een konijn. Het kon, anders dan een konijn, echter niet springen. De bouw van de iets langere achterpoten, die waren uitgerust met schopvormige klauwen, maakt duidelijk dat het dier zich lopend moet hebben voortbewogen.

## Leefwijze
Zijn voedsel bestond voornamelijk uit kevers en wormen, die het dier met zijn klauwen uit de grond wroette.

## Vondsten
Fossielen werden gevonden in Mongolië. De tanden van veel fossiele exemplaren zijn sterk afgesleten, vermoedelijk door het eten van grond.